# Diasporus quidditus
Espèce
Synonymes
- Eleutherodactylus quidditus  Lynch, 2001

Statut de conservation UICN

 LC  : Préoccupation mineure
Diasporus quidditus est une espèce d'amphibiens de la famille des Eleutherodactylidae.

## Répartition
Cette espèce se rencontre en Colombie dans les départements de Valle del Cauca, de Chocó et d'Antioquia et dans l'est du Panama du niveau de la mer à 500 m d'altitude.

## Description
Les mâles mesurent de 10,9 à 14,8 mm et les femelles de 13,2 à 16,9 mm.

## Publication originale
- Lynch, 2001 : Three new rainfrogs of the Eleutherodactylus diastema group from Colombia and Panama. Revista de la Academia Colombiana de Ciencias Exactas Fisicas y Naturales, vol. 25, no 95, p. 287-298 (texte intégral).